# Австралия на летних Олимпийских играх 2004
Австралия была представлена на летних Олимпийских играх 2004 года в Афинах, Греция 482 спортсменами и являлась второй по величине олимпийской делегацией. Австралийские спортсмены принимали участие во всех летних олимпиадах, начиная с 1896 года. Руководство делегацией осуществляет Олимпийский комитет Австралии (AOC).
На предыдущей олимпиаде, проходившей в Сиднее, австралийцы выступали в качестве хозяев и завоевали 58 медалей, в том числе, 16 золотых. В 2004 году наилучших результатов спортсмены Австралии добились в плавании, велоспорте, прыжках в воду и академической гребле.

## Медали
| День    | Дата       |   |   |   | Total |
| День 0  | 13 августа | — | — | — | —     |
| День 1  | 14 августа | 2 | 1 | 2 | 5     |
| День 2  | 15 августа | 2 | — | 1 | 3     |
| День 3  | 16 августа | 2 | 1 | 2 | 5     |
| День 4  | 17 августа | — | 1 | — | 1     |
| День 5  | 18 августа | — | 1 | 1 | 2     |
| День 6  | 19 августа | 1 | 1 | 1 | 3     |
| День 7  | 20 августа | 1 | — | 1 | 2     |
| День 8  | 21 августа | 3 | 1 | 2 | 6     |
| День 9  | 22 августа | 1 | 2 | 2 | 5     |
| День 10 | 23 августа | 1 | 1 | 1 | 3     |
| День 11 | 24 августа | 1 | — | 1 | 2     |
| День 12 | 25 августа | 2 | 2 | 1 | 5     |
| День 13 | 26 августа | — | — | — | —     |
| День 14 | 27 августа | 1 | — | 1 | 2     |
| День 15 | 28 августа | — | 3 | — | 3     |
| День 16 | 29 августа | — | 2 | — | 2     |

| Медаль  | Спортсмен | Вид спорта                  | Дисциплина                                   |
| ------- | --- | --------------------------- | -------------------------------------------- |
| Золото  | Сара Кэрриган | Велоспорт                   | Групповая гонка (женщины)                    |
| Золото  | Анна Мирс | Велоспорт                   | Гит с места (женщины)                        |
| Золото  | Райан Бэйли | Велоспорт                   | Кейрин (мужчины)                             |
| Золото  | Грэм Браун, Стюарт О'Грэйди | Велоспорт                   | Мэдисон (мужчины)                            |
| Золото  | Райан Бэйли | Велоспорт                   | Спринт (мужчины)                             |
| Золото  | Грэм Браун, Бретт Ланкастер, Брэд Макги, Люк Робертс, Питер Доусон, Стефен Вудридж | Велоспорт                   | Командная гонка преследования (мужчины)      |
| Золото  | Шантель Ньюбери | Прыжки в воду               | Вышка 10 м (женщины)                         |
| Золото  | Майкл Бреннан, Трэвис Брукс, Дин Батлер, Лайам де Янг, Джэйми Дуайер, Натан Эдлингтон, Трой Элдер, Бивэн Джордж, Роберт Хэммонд, Марк Хикман, Марк Ноулз, Брент Ливермор, Майкл Маккэнн, Стефен Моулэм, Грант Шуберт, Мэтью Уэллс | Хоккей на траве             | Мужчины                                      |
| Золото  | Дрю Джинн, Джеймс Томкинс | Академическая гребля        | Двойки распашные (мужчины)                   |
| Золото  | Сюзан Балог | Стрельба                    | Трап (женщины)                               |
| Золото  | Петриа Томас | Плавание                    | Баттерфляй, 100 м (женщины)                  |
| Золото  | Джоди Генри | Плавание                    | Вольный стиль, 100 м (женщины)               |
| Золото  | Грант Хэкетт | Плавание                    | Вольный стиль, 1500 м (мужчины)              |
| Золото  | Ян Торп | Плавание                    | Вольный стиль, 200 м (мужчины)               |
| Золото  | Ян Торп | Плавание                    | Вольный стиль, 400 м (мужчины)               |
| Золото  | Элис Миллс, Лизбет Лентон, Петрия Томас, Джоди Генри, Сара Райан | Плавание                    | Эстафета 4×100 м вольным стилем (женщины)    |
| Золото  | Брук Хэнсон, Джессика Шиппер, Элис Миллс, Джайан Руни, Лизель Джонс, Петрия Томас, Джоди Генри | Плавание                    | Эстафета 4×100 м комплекс (женщины)          |
| Серебро | Джон Стеффенсен, Марк Омрод, Патрик Дуайер, Клинтон Хилл | Легкая атлетика             | Эстафета 4×400 м (мужчины)                   |
| Серебро | Джефф Уильямс, Гленн Уильямс, Бен Уигмор, Родни Ван Буйзен, Эндрю Уттинг, Ричард Томсон, Бретт Тамбуррино, Фил Стокман, Джон Стефенс, Райан Роулэнд-Смит, Бретт Роунберг, Крис Оксспринг, Уэйн Оуг, Трент Оэлтьен, Дэвид Нильссон, Грэм Ллойд, Крэйг Льюис, Брендан Кингмэн, Ник Кимптон, Пол Гонсалес, Гэйвин Файнгльсон, Адриан Бёрнсайд, Томас Брайс, Крэйг Андерсон | Бейсбол                     | Мужчины                                      |
| Серебро | Лорен Джексон, Рэйчел Спорн, Натали Портер, Белинда Снелл, Лора Саммертон, Кристи Хэрроуэр, Триша Фэллон, Сюзи Бэткович, Пенни Тэйлор, Сэнди Бронделло, Эллисон Транквилли, Элисиа Пото | Баскетбол                   | Женщины                                      |
| Серебро | Натан Баггали | Гребля на байдарках и каноэ | Одиночка, 500 м (мужчины)                    |
| Серебро | Клинт Робинсон, Натан Баггали | Гребля на байдарках и каноэ | Двойка, 500 м (мужчины)                      |
| Серебро | Кэти Мактьер | Велоспорт                   | Индивидуальная гонка преследования (женщины) |
| Серебро | Брэд МакГи | Велоспорт                   | Индивидуальная гонка преследования (мужчины) |
| Серебро | Мэтью Хелм | Прыжки в воду               | Вышка 10 м (мужчины)                         |
| Серебро | Глен Лофтус, Энтони Эдвардс, Бен Кьюртон, Симон Бёрджесс | Академическая гребля        | Четверки, легкий вес (мужчины)               |
| Серебро | Керри Уайборн, Брук Уилкинс, Натали Уорд, Натали Тайткьюм, Мелани Рош, Стэйси Портер, Трэйси Мосли, Симмон Морроу, Натали Ходжскин, Таня Хардинг, Пита Идборн, Аманда Доман, Фиона Кроуфорд, Марисса Карпадиос, Сандра Аллен | Софтбол                     | Женщины                                      |
| Серебро | Брук Хэнсон | Плавание                    | Брасс, 100 м (женщины)                       |
| Серебро | Лейсел Джонс | Плавание                    | Брасс, 200 м (женщины)                       |
| Серебро | Петрия Томас | Плавание                    | Баттерфляй, 200 м (женщины)                  |
| Серебро | Грант Хэкетт | Плавание                    | Вольный стиль, 400 м (мужчины)               |
| Серебро | Грант Хэкетт, Майкл Клим, Николас Спрейнджер, Ян Торп, Тодд Пирсон, Энтони Мэткович, Крэйг Стивенс | Плавание                    | Эстафета 4×200 м вольным стилем (мужчины)    |
| Серебро | Лоретта Хэрроп | Триатлон                    | Женщины                                      |
| Бронза  | Тим Каддихи | Стрельба из лука            | Личное первенство (мужчины)                  |
| Бронза  | Джейн Сэвилл | Легкая атлетика             | Ходьба 20 км (женщины)                       |
| Бронза  | Нейтан Дикс | Легкая атлетика             | Ходьба 20 км (мужчины)                       |
| Бронза  | Шейн Келли | Велоспорт                   | Кейрин (мужчины)                             |
| Бронза  | Анна Мирс | Велоспорт                   | Спринт (женщины)                             |
| Бронза  | Майкл Роджерс | Велоспорт                   | Индивидуальная гонка на время (мужчины)      |
| Бронза  | Лауди Турки | Прыжки в воду               | Вышка 10 м (женщины)                         |
| Бронза  | Мэтью Хелм, Роберт Ньюбери | Прыжки в воду               | Синхронная вышка, 10 м (мужчины)             |
| Бронза  | Роберт Ньюбери, Стивен Барнетт | Прыжки в воду               | Синхронный трамплин, 3 м (мужчины)           |
| Бронза  | Ирина Лашко, Шантель Ньюбери | Прыжки в воду               | Синхронный трамплин, 3 м (женщины)           |
| Бронза  | Стефан Щуровски, Стюарт Ресайд, Стюарт Уэлш, Джеймс Стюарт, Джефф Стюарт, Боден Джозеф Хэнсон, Майк Маккей, Стив Стюарт, Майкл Тун | Академическая гребля        | Восьмерка (мужчины)                          |
| Бронза  | Дана Фалетич, Ребекка Саттин, Эмбер Брэдли, Керри Хор | Академическая гребля        | Четверки парные (женщины)                    |
| Бронза  | Адам Велла | Стрельба                    | Трап (мужчины)                               |
| Бронза  | Лейсел Джонс | Плавание                    | Брасс 100 м (женщины)                        |
| Бронза  | Ян Торп | Плавание                    | Вольный стиль, 100 м (мужчины)               |
| Бронза  | Лизбет Лентон | Плавание                    | Вольный стиль, 50 м (женщины)                |
| Бронза  | Алисия Молик | Теннис                      | Одиночный разряд (женщины)                   |

## Результаты соревнований

### Академическая гребля
В следующий раунд из каждого заезда проходили несколько лучших экипажей (в зависимости от дисциплины). В финал A выходили 6 сильнейших экипажей, остальные разыгрывали места в утешительных финалах B-E.
Мужчины
| Соревнование  | Спортсмены                  | Предварительный заезд | Предварительный заезд | Предварительный заезд | Отборочный заезд | Отборочный заезд | Отборочный заезд | Полуфинал       | Полуфинал       | Полуфинал       | Финал   | Финал   | Итоговое место |
| Соревнование  | Спортсмены                  | Заезд                 | Время                 | Место                 | Заезд            | Время            | Место            | Заезд           | Время           | Место           | Время   | Место   | Итоговое место |
| ------------- | --------------------------- | --------------------- | --------------------- | --------------------- | ---------------- | ---------------- | ---------------- | --------------- | --------------- | --------------- | ------- | ------- | -------------- |
| одиночки      | Крэйг Джонс                 | 2                     | 7:19,71               | 2                     | 5                | 7:06,13          | 1 Q              | Полуфинал A/B/C | Полуфинал A/B/C | Полуфинал A/B/C | Финал B | Финал B | 11             |
| одиночки      | Крэйг Джонс                 | 2                     | 7:19,71               | 2                     | 5                | 7:06,13          | 1 Q              | 1               | 7:05,66         | 4               | 6:58,48 | 5       | 11             |
| двойки        | Дрю Гинн Джеймс Томкинс     | 1                     | 6:55,04               | 1 Q                   | не участвовали   | не участвовали   | не участвовали   | 1               | 6:22,60         | 1 Q             | Финал A | Финал A | 1              |
| двойки        | Дрю Гинн Джеймс Томкинс     | 1                     | 6:55,04               | 1 Q                   | не участвовали   | не участвовали   | не участвовали   | 1               | 6:22,60         | 1 Q             | 6:30,76 | 1       | 1              |
| двойки парные | Брендан Лонг Питер Хардкасл | 1                     | 6:52,34               | 3 Q                   | не участвовали   | не участвовали   | не участвовали   | 1               | 6:22,69         | 6 QB            | Финал B | Финал B | 12             |
| двойки парные | Брендан Лонг Питер Хардкасл | 1                     | 6:52,34               | 3 Q                   | не участвовали   | не участвовали   | не участвовали   | 1               | 6:22,69         | 6 QB            | 6:22,57 | 5       | 12             |

### Конный спорт
Спортсменов — 5

#### Троеборье
| Соревнование              | Спортсмены | Выездка   | Выездка | Кросс     | Кросс | Конкур    | Конкур | Финальный конкур     | Финальный конкур     | Всего     | Всего |
| Соревнование              | Спортсмены | Результат | Место   | Результат | Место | Результат | Место  | Результат            | Место                | Результат | Место |
| ------------------------- | --- | --------- | ------- | --------- | ----- | --------- | ------ | -------------------- | -------------------- | --------- | ----- |
| индивидуальное первенство | Эндрю Хой на Mr Pracatan | -43,60    | 11      | -75,8     | 62    | -16,0     | 57     | Завершил выступление | Завершил выступление | -135,4    | 57    |
| командное первенство      | Ребель Морроу на Oaklea Groover Филлип Даттон на Nova Top Стюарт Тинни на Jeepster Эндрю Хой на Mr Pracatan Оливия Банн на GV Top Of The Line | -129,40   | 5       | -1,20     | 3     | -28,00    | 10     |                      |                      | -185,80   | 6     |

### Лёгкая атлетика
Спортсменов — 49
Мужчины
100 метров
| Спортсмен   | Забег     | Забег | Четвертьфинал | Четвертьфинал | Полуфинал | Полуфинал | Финал     | Финал     |
| Спортсмен   | Результат | Место | Результат     | Место         | Результат | Место     | Результат | Место     |
| ----------- | --------- | ----- | ------------- | ------------- | --------- | --------- | --------- | --------- |
| Джошуа Росс | 10,24     | 3     | 10,22         | 5             | Не прошёл | Не прошёл | Не прошёл | Не прошёл |

200 метров
| Спортсмен   | Забег     | Забег | Четвертьфинал | Четвертьфинал | Полуфинал | Полуфинал | Финал     | Финал     |
| Спортсмен   | Результат | Место | Результат     | Место         | Результат | Место     | Результат | Место     |
| ----------- | --------- | ----- | ------------- | ------------- | --------- | --------- | --------- | --------- |
| Адам Миллер | 21,31     | 8     | Не прошёл     | Не прошёл     | Не прошёл | Не прошёл | Не прошёл | Не прошёл |

400 метров
| Спортсмен     | Забег     | Забег | Четвертьфинал | Четвертьфинал | Полуфинал | Полуфинал | Финал     | Финал     |
| Спортсмен     | Результат | Место | Результат     | Место         | Результат | Место     | Результат | Место     |
| ------------- | --------- | ----- | ------------- | ------------- | --------- | --------- | --------- | --------- |
| Кейси Винсент | 46, 09    | 4     | Не прошёл     | Не прошёл     | Не прошёл | Не прошёл | Не прошёл | Не прошёл |

3000 м с препятствиями
| Спортсмен    | Забег     | Забег | Финал     | Финал     |
| Спортсмен    | Результат | Место | Результат | Место     |
| ------------ | --------- | ----- | --------- | --------- |
| Питер Новилл | 8:29,14   | 7     | Не прошёл | Не прошёл |

### Плавание
Спортсменов — 11
В следующий раунд на каждой дистанции проходили лучшие спортсмены по времени, независимо от места занятого в своём заплыве.
Мужчины
| Спортсмен         | Соревнование        | Предварительные заплывы | Предварительные заплывы | Полуфиналы | Полуфиналы | Финал     | Финал     |
| Спортсмен         | Соревнование        | Результат               | Место                   | Результат  | Место      | Результат | Место     |
| ----------------- | ------------------- | ----------------------- | ----------------------- | ---------- | ---------- | --------- | --------- |
| Ян Торп           | 400 м вольный стиль | 3:46,55                 | 2                       |            |            | 3:43,10   |           |
| Грант Хэкетт      | 400 м вольный стиль | 3:46,36                 | 1                       |            |            | 3:43,36   |           |
| Трэвис Недерпельт | 400 м комплекс      | 4:16,77                 | 8                       |            |            | 4:20,08   | 8         |
| Джастин Норрис    | 400 м комплекс      | 4:16,90                 | 11                      |            |            | Не прошёл | Не прошёл |

Женщины
| Спортсменка                                                  | Соревнование          | Предварительные заплывы | Предварительные заплывы | Полуфиналы | Полуфиналы | Финал        | Финал     |
| Спортсменка                                                  | Соревнование          | Результат               | Место                   | Результат  | Место      | Результат    | Место     |
| ------------------------------------------------------------ | --------------------- | ----------------------- | ----------------------- | ---------- | ---------- | ------------ | --------- |
| Лара Кэрролл                                                 | 400 м комплекс        | 4:46,32                 | 12                      |            |            | Не прошла    | Не прошла |
| Дженнифер Рейлли                                             | 400 м комплекс        | 4:49,04                 | 19                      |            |            | Не прошла    | Не прошла |
| Элис Миллс Либби Лентон Петрия Томас Джоди Генри Сара Райан* | 4×100 м вольный стиль | 3:38,26                 | 1                       |            |            | 3:35,94 (WR) |           |

*—участвовали только в предварительном заплыве

### Стрельба из лука
Спортсменов — 6
Мужчины
Личное первенство
| Спортсмен       | Предварительный раунд | Предварительный раунд | 1/32 финала, соперник | 1/16 финала, соперник  | 1/8 финала, соперник | 1/4 финала, соперник | Полуфинал, соперник     | Финал, соперник                |           |
| Спортсмен       | Результат             | Место                 | 1/32 финала, соперник | 1/16 финала, соперник  | 1/8 финала, соперник | 1/4 финала, соперник | Полуфинал, соперник     | Финал, соперник                |           |
| --------------- | --------------------- | --------------------- | --------------------- | ---------------------- | -------------------- | -------------------- | ----------------------- | ------------------------------ | --------- |
| Тим Каддихи     | 663                   | 12                    | 148:127, Т.Нальери    | 164:163, М.Франкенберг | 166:165, Й. Х. Янг   | 112:111, К. М. Пак   | 115+10:115+9, Х.Ямамото | 113:112, Л.Годфри (за 3 место) |           |
| Симон Фэйруэзер | 658                   | 20                    | 137:141, А.Прилепов   | Не прошёл              | Не прошёл            | Не прошёл            | Не прошёл               | Не прошёл                      | Не прошёл |
| Дэвид Барнс     | 641                   | 39                    | 151:160, Й.Андерсон   | Не прошёл              | Не прошёл            | Не прошёл            | Не прошёл               | Не прошёл                      | Не прошёл |

Командное первенство
| Спортсмен                                 | 1/8 финала, соперник | 1/4 финала, соперник | Полуфинал, соперник | Финал, соперник |
| ----------------------------------------- | -------------------- | -------------------- | ------------------- | --------------- |
| Тим Каддихи, Симон Фэйруэзер, Дэвид Барнс | 248:236, Индия       | 247:250, Тайвань     | Не прошли           | Не прошли       |

Женщины
Личное первенство
| Спортсмен         | Предварительный раунд | Предварительный раунд | 1/32 финала, соперник    | 1/16 финала, соперник | 1/8 финала, соперник | 1/4 финала, соперник | Полуфинал, соперник | Финал, соперник |           |
| Спортсмен         | Результат             | Место                 | 1/32 финала, соперник    | 1/16 финала, соперник | 1/8 финала, соперник | 1/4 финала, соперник | Полуфинал, соперник | Финал, соперник |           |
| ----------------- | --------------------- | --------------------- | ------------------------ | --------------------- | -------------------- | -------------------- | ------------------- | --------------- | --------- |
| Мелисса Дженнисон | 628                   | 29                    | 132:121, С. Арнольд      | 158+8:158+9, Хе Янг   | Не прошёл            | Не прошёл            | Не прошёл           | Не прошёл       | Не прошёл |
| Деон Бриджер      | 620                   | 39                    | 145:150, В. Белослюдцева | Не прошёл             | Не прошёл            | Не прошёл            | Не прошёл           | Не прошёл       | Не прошёл |
| Джо-Энн Гэлбрайт  | 596                   | 57                    | 116:138, Е.Псарра        | Не прошёл             | Не прошёл            | Не прошёл            | Не прошёл           | Не прошёл       | Не прошёл |

Командное первенство
| Спортсмен                                         | 1/8 финала, соперник | 1/4 финала, соперник | Полуфинал, соперник | Финал, соперник |
| ------------------------------------------------- | -------------------- | -------------------- | ------------------- | --------------- |
| Мелисса Дженнисон, Деон Бриджер, Джо-Энн Гэлбрайт | 233:248, Китай       | Не прошли            | Не прошли           | Не прошли       |